# Janica Kostelić
Janica Kostelić, née le 5 janvier 1982 à Zagreb, est une skieuse alpine croate dont la carrière sportive s'est étendue de 1998 à 2006 au niveau international. Elle est la sœur d'Ivica Kostelić, lui aussi skieur alpin et quadruple médaillé d'argent olympique. Avec quatre médailles d'or et un total de six podiums, elle est pour les compétitions féminines l'athlète la plus titrée et la plus décorée en ski alpin aux Jeux olympiques d'hiver.
Elle fait ses débuts en Coupe du monde le 23 janvier 1998 et participe le mois suivant à ses premiers Jeux olympiques, à Nagano, alors qu'elle est âgée seulement de 16 ans. Elle remporte sa première épreuve le 17 janvier 1999 dans le combiné de Sankt Anton am Arlberg.
Au cours de sa carrière, elle remporte six médailles olympiques, dont quatre en or et deux argent, devenant notamment la première skieuse à enlever trois médailles d'or au cours des mêmes Jeux, à Salt Lake City en 2002. Elle remporte également cinq titres de championne du monde entre 2003 et 2005, se constituant ainsi l'un des palmarès les plus impressionnants de l'histoire de son sport.
En Coupe du monde, Janica Kostelić prend le départ de 194 courses. Elle a obtenu 30 victoires, pour un total de 55 podiums. Elle a remporté le classement général de la Coupe du monde à trois reprises, en 2001, 2003 et 2006, et totalise trois globes de cristal en slalom et quatre en combiné. Elle est l'une des rares skieuses à s'être imposée dans chacune des cinq disciplines du ski alpin, et l'une des trois (avec avant elle Petra Kronberger et plus tard Tina Maze) à l'avoir fait dans la même saison, lors de l'hiver 2005-2006. Toutefois, elle a obtenu la plupart de ses victoires en slalom, sa discipline de prédilection.
Touchée par de nombreuses blessures aux genoux durant sa carrière, ainsi que par des problèmes thyroïdiens, elle annonce la fin de sa carrière le 19 avril 2007, à l'âge de 25 ans.

## Biographie

### Premières années
« Janica était surdouée pour tous les sports dès son enfance. Après, c'est beaucoup de travail. »

— Ante Kostelić
Janica Kostelić naît le 5 janvier 1982 à Zagreb, la capitale croate (alors en Yougoslavie). Elle est la fille d'Ante et Marica Kostelić, deux anciens handballeurs de haut niveau, et la sœur d'Ivica Kostelić, également skieur alpin. Son père Ante possède également une expérience de skieur puisqu'il fut membre de l'équipe B de Yougoslavie pendant plusieurs années. Elle possède également une demi-sœur, Hrvojka, née du premier mariage de son père. Janica chausse sa première paire de skis à l'âge de trois ans, encouragée par son père, qui devient par la suite son entraîneur. Très prometteuse, elle participe à plusieurs compétitions à travers l'Europe dès l'âge de neuf ans. Les entraînements menés par Ante pour ses deux enfants sont très rudes : il leur impose par exemple des séances de plongeon à pieds joints dans la mer Adriatique, d'une hauteur de 10 mètres, pour les confronter aux conditions extrêmes. Les moyens modestes de la famille l'obligent à faire d'importants sacrifices pour accompagner ses deux futurs champions, qui doivent parfois passer la nuit dans la voiture ou dans une tente lors des compétitions. Dès l'âge de 13 ans, Janica Kostelić bénéficie d'une bourse olympique de « jeune espoir » attribuée par le Comité international olympique (CIO), qui lui permet de bénéficier d'un soutien financier pour participer à un stage au sein d'équipes plus huppées. Lors de la saison 1996-1997, elle remporte 22 victoires sur les 22 courses auxquelles elle a participé chez les Juniors.

### Carrière sportive

#### Débuts en Coupe du monde et premiers succès (1998-2000)
Après avoir acquis de l'expérience sur les courses FIS, elle connaît une progression fulgurante. Elle participe à sa première épreuve de Coupe d'Europe le 5 janvier 1998 lors de l'étape de Tignes, et se classe notamment 6e du super-G, puis fait ses débuts en Coupe du monde trois semaines plus tard, à Cortina d'Ampezzo. Le 23 janvier, elle prend le départ du super-G, dont elle prend la 34e place. Âgée de seulement seize ans, elle dispute alors ses premiers Jeux olympiques, à Nagano. Elle se classe 26e du super-G, 25e de la descente et 8e du combiné, ce qui constitue tout simplement à l'époque le meilleur résultat pour la Croatie aux Jeux d'hiver. Alignée sur les Championnats du monde juniors de 1998, elle y obtient une médaille de bronze en super-G.
Janica Kostelić marque ses premiers points en Coupe du monde lors de la première épreuve de la saison 1998-1999, le 24 octobre 1998, lors du slalom géant de Sölden, dont elle se classe 12e, puis obtient son premier podium un mois plus tard avec une 3e place lors du slalom de Park City remporté par la Slovène Urška Hrovat,. Elle réussit d'autres prestations intéressantes, dont une 4e place en combiné à Veysonnaz puis obtient son premier succès le 17 janvier 1999, sur le combiné de Sankt Anton,. Elle termine la saison au 11e rang du classement général de la Coupe du monde. La même année, elle participe à ses premiers Championnats du monde, organisés à Beaver Creek, où elle obtient son meilleur résultat en combiné, avec une 7e place.
La saison suivante, Janica Kostelić remporte le slalom de Serre Chevalier le 5 décembre 1999, puis s'impose la semaine suivante à Sestrières dans la même discipline, prenant ainsi la tête du classement général de la Coupe du monde. Mais le 16 décembre, elle fait une chute grave lors d'une descente d'entraînement à Saint-Moritz et doit mettre un terme à sa saison, souffrant d'une rupture des ligaments du genou droit,.

#### Premier globe de cristal (2000-2001)

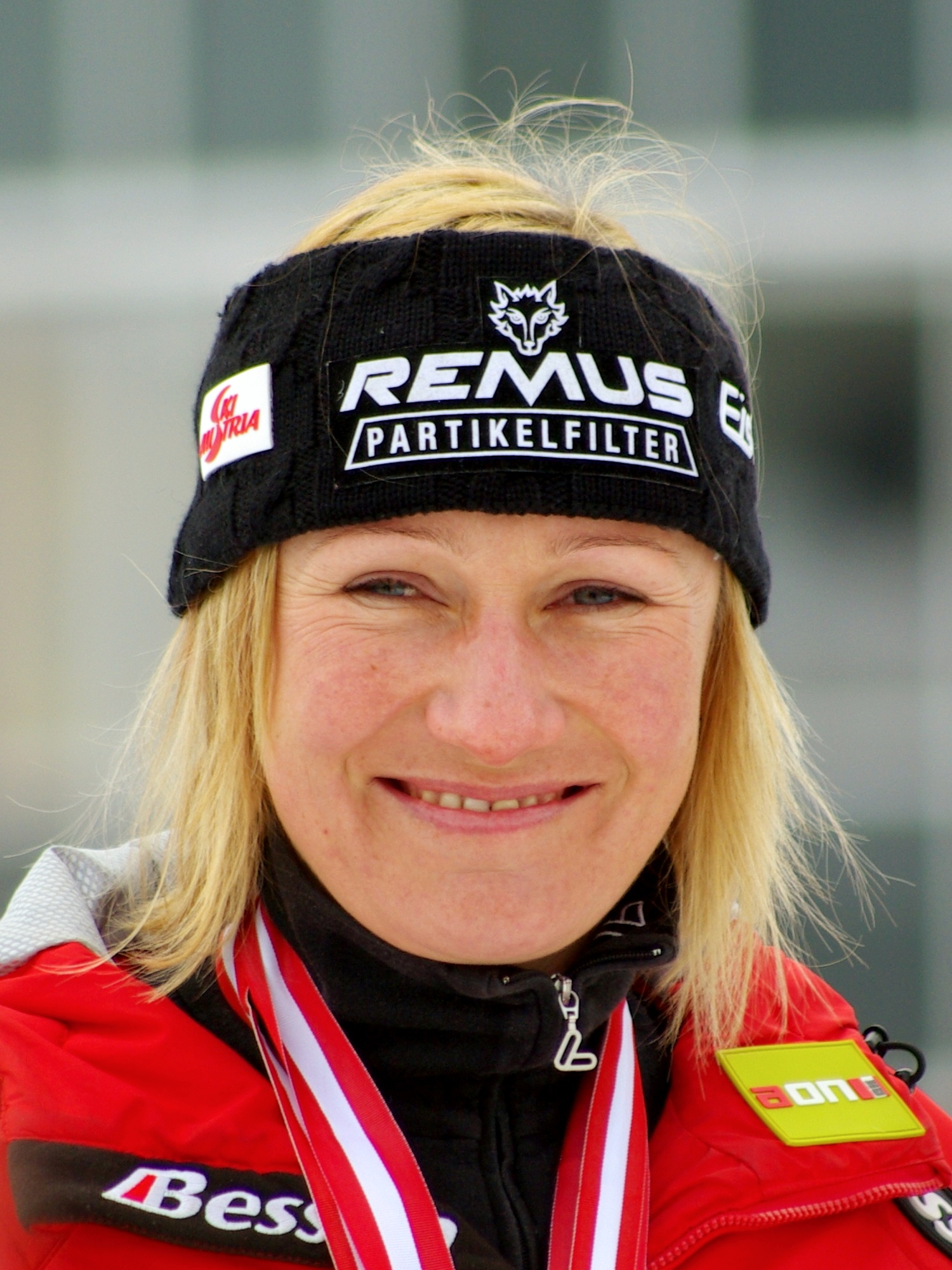
Renate Götschl, rivale de Janica Kostelić dans la course au globe de cristal en 2001.

Alors que certains la considéraient comme perdue pour le ski, Janica Kostelić fait un retour tonitruant la saison suivante : elle remporte le premier slalom de la saison, à Park City le 18 novembre, devant l'Allemande Martina Ertl et la Française Christel Saïoni. Elle s'impose également dans la même discipline à Aspen puis à Sestrières, alors qu'elle n'avait pris que la dixième place de la première manche. De nouveau vainqueur sur le deuxième slalom de Sestrières, puis à Semmering, Janica Kostelić confirme sa suprématie dans cette discipline et demeure invaincue : « Je peux faire ce que je veux désormais en slalom. Tout marche. Même lorsque je ne me sens pas très bien. » En se plaçant au 7e rang du slalom géant disputé dans la station autrichienne, elle prend la tête du classement général de la Coupe du monde, profitant de l'abandon de Martina Ertl dans la seconde manche. À Flachau, le 14 janvier 2001, la Croate signe une nouvelle performance d'exception : alors qu'elle s'élance avec seulement deux centièmes de seconde d'avance sur Laure Pequegnot, elle s'impose finalement avec 1 s 54 d'avance sur la Française,. Ce sixième succès en autant de slaloms disputés lui assure le globe de cristal de la discipline et lui octroie également la victoire dans la seule épreuve de combiné de la saison, composée de la descente de Haus im Ennstal et du slalom de Flachau.
En remportant le slalom d'Ofterschwang avec 1 s 62 d'avance sur l'Américaine Kristina Koznick, Janica Kostelić gagne son septième slalom d'affilée, égalant ainsi le record de victoire en une saison de la Suissesse Vreni Schneider, qui avait remporté les sept slaloms courus en 1988-1989. Ce nouveau succès lui permet d'accroître son avance au classement général de la Coupe du monde et de se présenter comme la grande favorite des Championnats du monde organisés à Sankt Anton. Ces Mondiaux s'achèvent pourtant dans la déception pour la Croate : le 7 février, alors que les conditions météorologiques trop douces qui touchent la station autrichienne ont fortement détérioré la piste, Janica Kostelić s'élance avec trop de retenue et de prudence dans le slalom. Elle est reléguée au 5e rang final de la course, bien loin de ses prétentions. Critiquée par la presse de son pays pour ce mauvais résultat, elle envisage alors de mettre sa carrière entre parenthèses afin de poursuivre ses études et renonce à prendre part aux Mondiaux juniors de Verbier. Elle trouve pourtant une nouvelle source de motivation et s'impose dans le slalom de Garmisch-Partenkirchen le 18 février, sa huitième victoire consécutive dans la discipline. Elle égale ainsi un autre record détenu par Vreni Schneider, puisque la Suissesse avait également remporté le premier slalom de la saison 1989-1990 après ses sept victoires la saison précédente,. Janica Kostelić multiplie ses participations aux épreuves de vitesse pour contenir le retour de l'Autrichienne Renate Götschl et de la Française Régine Cavagnoud dans la course au classement général de la Coupe du monde. Onzième du super-G de Lenzerheide puis 7e à Åre, la Croate conserve la tête du classement. À seulement 19 ans, elle s'adjuge définitivement le globe de cristal à l'issue du slalom, dernière épreuve de la saison. Ce succès est un véritable évènement en Croatie : 1,5 million de téléspectateurs suivent la course en direct, ce qui représente près d'un tiers de la population du pays, et la troisième audience pour un événement sportif après la demi-finale de la Coupe du monde de football 1998 France-Croatie et la finale de handball masculin entre la Croatie et la Suède aux Jeux Olympiques de 1996,. À son retour en Croatie, elle reçoit un immense bouquet de 1 256 roses, son nombre de points en Coupe du monde. Quelques semaines plus tard, elle devient la première sportive à figurer sur les timbres-poste de son pays.

#### Nouvelle blessure et triomphe olympique (2001-2002)
Au cours du mois de mars, quelques jours seulement après la clôture de la saison 2000-2001, Janica Kostelić est opérée dans une clinique privée de Bâle par le docteur Werner Mueller pour soigner une blessure au ménisque du genou gauche. Elle subit une nouvelle opération à la fin du mois de mai à Bâle, puis une autre à la fin du mois de septembre dans une clinique de Schruns, en Autriche. Ces différentes interventions sur son genou gauche perturbent fortement sa préparation et la Croate doit déclarer forfait pour la première épreuve de la saison, le slalom géant de Sölden,. Elle fait son retour en Coupe du monde le 9 décembre à Sestrières, mais n'obtient que le 37e temps de la première manche du slalom, ce qui ne lui permet pas de se qualifier pour la seconde manche,. Janica Kostelić peine à retrouver son meilleur niveau : 12e du super-G de Val-d'Isère, 11e du slalom de Lienz, 9e et 10e des slaloms de Maribor, la Croate connaît également deux échecs en première manche de slalom géant pendant cette période. Elle retrouve le podium à l'occasion du combiné de Saalbach-Hinterglemm, où elle prend la deuxième place derrière Renate Götschl. Bien placée à l'issue de la descente 22e, elle ne parvient pas à refaire son retard sur l'Autrichienne dans le slalom, une épreuve dont elle ne réalise que le 18e temps. La semaine suivante, elle signe son premier podium en slalom en prenant la 3e place à Berchtesgaden derrière la Suissesse Marlies Oester et l'Américaine Kristina Koznick. Elle confirme son retour en forme avec une 4e place dans le super-G de Cortina d'Ampezzo, remporté par l'Allemande Hilde Gerg.
Lors des Jeux olympiques de Salt Lake City, Janica Kostelić entre dans l'histoire de son sport. Le 14 février, le combiné qui commence toujours par la descente débute exceptionnellement par le slalom car le vent est trop fort. La Croate met à profit ses talents dans cette discipline pour prendre la tête de l'épreuve avec plus d'une seconde d'avance sur Martina Ertl. Dans la descente, elle réalise une très belle performance en étant seulement devancée par les Autrichiennes Renate Götschl et Michaela Dorfmeister, ce qui lui permet d'assurer la médaille d'or. Elle devient alors la première championne olympique d'hiver de la Croatie. Le 17 février, dans le super-G, elle échoue à seulement cinq centièmes de seconde de l'Italienne Daniela Ceccarelli, mais s'offre néanmoins sa deuxième médaille dans ces Jeux. Une performance qu'elle explique par le relâchement ayant suivi son premier titre : « Je n'avais rien fait de bon en Super-G jusque-là, et j'espérais ramener une petite médaille à l'occasion de l'épreuve des Jeux. Je crois que d'avoir gagné l'or dans le combiné m'a vraiment décontractée ». Le 20 février, en spécialiste du slalom, Janica Kostelić prend la tête à l'issue de la première manche avec 18 centièmes d'avance sur Laure Pequegnot. Bien qu'elle se contente du cinquième temps dans la seconde manche, elle conserve suffisamment d'avance sur la Française pour remporter son deuxième titre olympique. La Croate s'offre une troisième médaille d'or le 22 février, en dominant le slalom géant de Park City. Meilleur temps des deux manches, sa victoire est incontestable, alors qu'elle ne s'était jamais imposée dans cette discipline en Coupe du monde. Elle devient la première skieuse à enlever trois médailles d'or au cours des mêmes Jeux, et la première, chez les hommes comme chez les femmes, à remporter quatre médailles alpines dans la même quinzaine olympique. Elle est également la première athlète féminine de sports d'hiver à gagner trois titres au cours d'une même édition.
Le 10 mars, lors des finales de la Coupe du monde qui se tiennent à Altenmarkt, en Autriche, Janica Kostelić s'impose dans le slalom, ce qui constitue sa seule victoire de la saison en Coupe du monde. Ce succès lui permet de terminer au 14e rang du classement général,.

#### Deuxième globe de cristal et titres mondiaux (2002-2003)

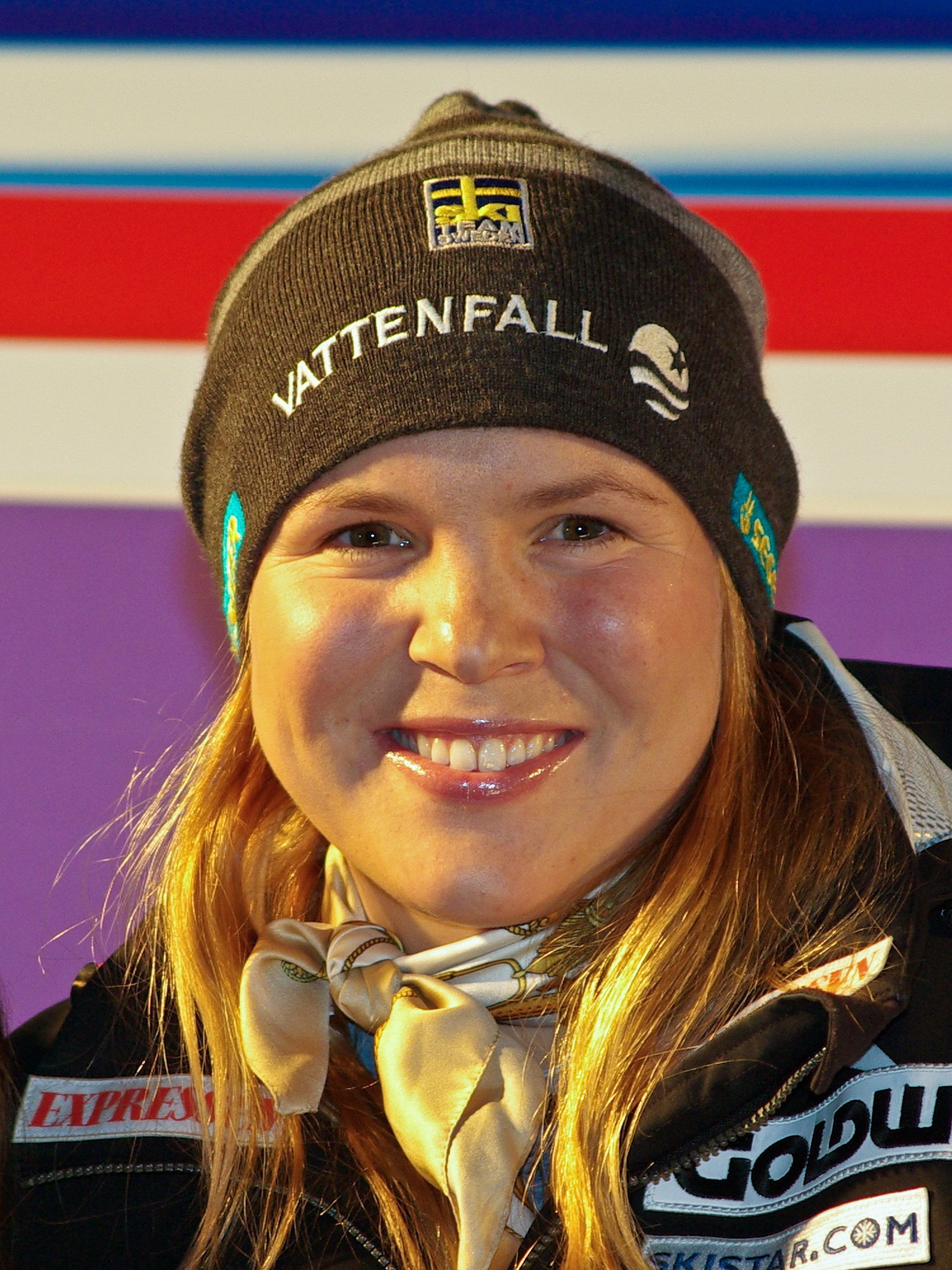
La Suédoise Anja Pärson perturbe la domination de Janica Kostelić en slalom.

À Park City, sur la piste qui l'avait sacrée championne olympique de slalom géant, Janica Kostelić remporte le premier slalom de la saison 2002-2003, la douzième victoire de sa carrière dans cette discipline. Elle est devancée la semaine suivante par la Suédoise Anja Pärson à Aspen. Le 22 décembre, à Lenzerheide, elle monte à nouveau sur la première marche du podium en slalom. Grâce à sa 6e place acquise la veille en descente, elle remporte également l'épreuve de combiné. La semaine suivante, à Semmering, elle est devancée par l'Italienne Karen Putzer en slalom géant, puis s'impose en slalom avec plus d'une seconde sur Christel Pascal, affirmant encore un peu plus sa domination sur le classement général de la Coupe du monde. Dans le slalom de Bormio, elle relègue sa première rivale, Elisabeth Görgl, à plus de deux secondes. Au cours du mois de janvier, elle obtient deux nouveaux podiums, l'un en slalom géant à Cortina d'Ampezzo, l'autre à Maribor, battue à deux reprises par Anja Pärson, et se présente en favorite avant les Mondiaux de Saint-Moritz. Lors de la première épreuve, le super-G, elle ne se classe que 19e, handicapée par une douleur au ménisque de son genou droit, qui la contraint de renoncer à prendre le départ de la descente. Malgré la douleur physique, elle s'aligne sur le combiné. Elle réalise un bon temps dans la descente puis met à profit ses qualités de slalomeuse pour devancer l'Autrichienne Nicole Hosp de seulement six centièmes de seconde. Elle obtient ainsi son premier titre mondial. Seulement 13e du slalom géant, Janica Kostelić dispute sa dernière épreuve, le slalom, le 15 février. Elle domine la première manche, puis distance à nouveau ses concurrentes autrichiennes Marlies Schild et Nicole Hosp dans la seconde manche. Elle remporte sa deuxième médaille d'or et son premier titre mondial en slalom, une performance que réalise également son frère Ivica Kostelić le lendemain, en s'adjugeant le slalom messieurs.
Janica Kostelić participe ensuite aux épreuves de vitesse (deux super-G et une descente) de l'étape autrichienne de Coupe du monde d'Innsbruck. Elle y obtient des résultats corrects (15e, 12e puis 8e), ce qui lui permet de conserver 525 points d'avance sur Michaela Dorfmeister, sa plus proche rivale au classement général, à six courses de la fin de saison. Après sa 6e place dans le slalom géant d'Åre, elle est assurée de remporter son deuxième globe de cristal. Victorieuse en slalom dans la station suédoise, elle s'assure également le classement final de la discipline.

#### Ombre et lumière: impasse puis succès aux Mondiaux (2003-2005)
Tout juste auréolée de son deuxième globe de cristal, Janica Kostelić connaît une nouvelle série d'opérations au genou droit : elle subit quatre interventions au cours de l'année 2003. La Croate poursuit tant bien que mal son entraînement en compagnie de son frère sur le glacier autrichien de Hintertux. Au début du mois de novembre, elle annonce qu'elle souffre de sérieux problèmes de fonctionnement au niveau de la glande thyroïde. Elle fait son retour sur les pistes le 16 décembre sur le slalom de Madonna di Campiglio, mais seulement en tant qu'ouvreuse. Alors qu'elle doit faire face à ces différents problèmes médicaux, elle annonce au début du mois de janvier 2004 qu'elle tire un trait définitif sur la saison. Elle est d'ailleurs opérée de la thyroïde quelques semaines plus tard, puis subit une nouvelle opération du genou droit en février, la cinquième en moins d'un an.
Pour son retour à la compétition, après plus d'un an d'absence, Janica Kostelić se classe 8e du slalom géant de Sölden, en ouverture de la saison 2004-2005. Elle retrouve le chemin de la victoire dès le premier slalom de la saison, à Aspen, puis monte également sur le podium à Altenmarkt et Semmering. Le 15 janvier, à Cortina d'Ampezzo, elle obtient le premier podium de sa carrière en descente en prenant la 2e place derrière l'Autrichienne Renate Götschl. Le 20 janvier, alors qu'elle dispute le slalom dans sa ville natale de Zagreb, elle abandonne dès la première manche, mais retrouve le podium trois jours plus tard, à Maribor, avec une 2e place derrière Anja Pärson. Janica Kostelić arrive aux Mondiaux de Bormio avec l'ambition de défendre ses deux titres acquis à Saint-Moritz en 2003. Après avoir fait l'impasse sur le super-G, elle domine le combiné le 4 février en devançant largement Anja Pärson dans la descente puis dans le slalom. Deux jours plus tard, elle remporte la première descente de sa carrière et s'offre un nouveau titre mondial. Victime d'une grippe, elle déclare forfait pour le slalom géant, mais revient en forme pour la dernière épreuve, le slalom, dans lequel elle s'impose devant Tanja Poutiainen, grâce à une très bonne seconde manche. Avec trois médailles d'or en trois courses disputées, Janica Kostelić est la grande dame de ces Mondiaux.
Après une nouvelle victoire en Coupe du monde dans le combiné de San Sicario, la Croate maintient la pression sur Anja Pärson dans la course au globe de cristal. Lors de la dernière épreuve de la saison, le slalom géant de Lenzerheide, Janica Kostelić 8e devance sa rivale suédoise, seulement 17e, mais ce résultat ne suffit pas : Anja Pärson remporte le classement général de la Coupe du monde pour trois points seulement. Au début du mois de juin, Janica Kostelić subit une nouvelle opération du genou droit.

#### Troisième globe de cristal et nouveau titre olympique (2005-2006)

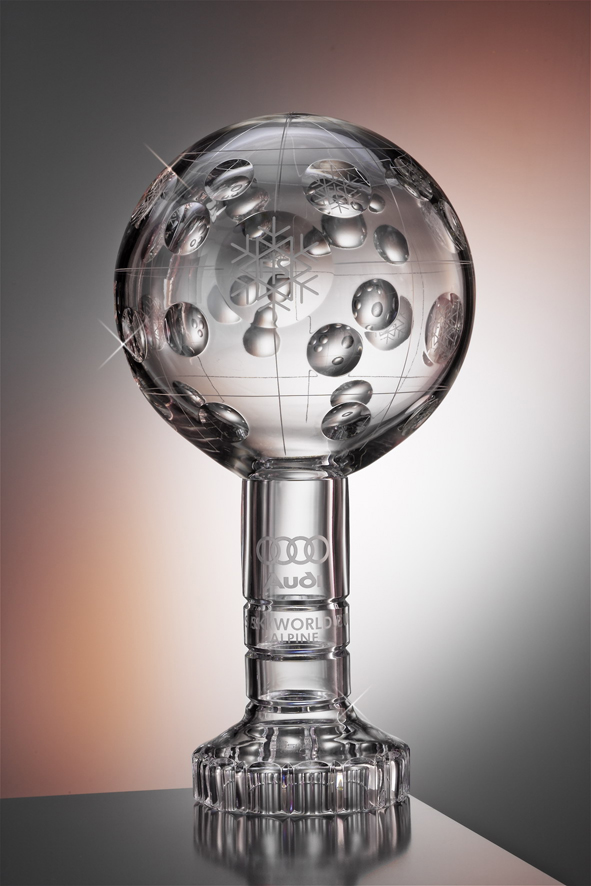
En 2006, Janica Kostelić remporte un troisième globe de cristal.

La saison 2005-2006 est une année olympique, avec de nombreux titres à défendre pour Janica Kostelić. Elle débute par une 2e place dans le slalom géant de Sölden, derrière la Slovène Tina Maze, valeur montante du circuit. Elle obtient un deuxième podium à Aspen, en slalom, battue par son éternelle rivale Anja Pärson. Sa première victoire intervient le 21 décembre, dans le slalom géant de Špindlerův Mlýn, en République tchèque. Il s'agit alors de son premier succès dans la discipline depuis son titre olympique décroché à Salt Lake City. Elle se classe 2e du slalom le lendemain, toujours derrière Anja Pärson. À Lienz, Zagreb, puis Maribor, Janica Kostelić monte sur le podium en slalom sans jamais remporter la victoire, celle-ci revenant à trois reprises à l'Autrichienne Marlies Schild, qui la rejoint en tête du classement de la spécialité. Les 14 et 15 janvier 2006, Janica Kostelić marque une nouvelle fois l'histoire de son sport : en remportant la descente et le super-G de Bad Kleinkirchheim, elle devient la troisième skieuse de l'histoire à s'être imposée dans chacune des cinq disciplines en Coupe du monde, après Pernilla Wiberg et Petra Kronberger. À Saint-Moritz, elle signe une nouvelle victoire, sa quatrième de la saison, dans le combiné. Hors du podium à Cortina d'Ampezzo, décevante dans le slalom géant d'Ofterschwang où elle ne se classe qu'au 41e rang de la première manche en raison d'une grippe, Janica Kostelić frappe un grand coup dans la station allemande en remportant le slalom avec plus d'une seconde et demie d'avance sur ses concurrentes. Avec ce succès dans la dernière course avant les Jeux, la Croate conforte son avance en tête du classement général de la Coupe du monde, repoussant Anja Pärson à 261 points.
La descente constitue la première épreuve des Jeux olympiques de Turin. Souffrant de tachycardie, Janica Kostelić, qui avait déjà manqué l'entraînement, annonce son forfait pour la course, remportée par Michaela Dorfmeister. Elle participe néanmoins au combiné pour y défendre son titre, ce qu'elle parvient à faire, en devançant Marlies Schild et Anja Pärson. Elle devient ainsi la première skieuse alpine à remporter quatre titres olympiques,. La Croate s'offre même une autre médaille en prenant l'argent dans le super-G derrière Dorfmeister. Elle échoue ensuite au pied du podium en slalom, laissant le titre à Anja Pärson, puis déclare forfait pour le slalom géant.
De retour à la compétition une semaine après la clôture des Jeux pour défendre sa première place au classement général de la Coupe du monde, Janica Kostelić s'offre la victoire dans le combiné d'Hafjell/Kvitfjell. Après ce succès, le sixième de la saison, elle assure que ses ennuis de santé sont à présent derrière elle. Le 10 mars, à Levi, elle gagne nettement le slalom devant Anja Pärson, qui concède 73 centièmes dans la première manche et 74 dans la deuxième. Le lendemain, elle achève le second slalom disputé dans la station finlandaise à la 2e place, juste derrière Anja Pärson. Ce nouveau podium, le 8e de la saison en autant de slaloms disputés, lui assure de remporter le globe de cristal de la discipline. Absente de la descente des finales de Coupe du monde à Åre, remportée par Anja Pärson, Janica Kostelić laisse sa rivale suédoise lui reprendre des points, mais elle garde ses distances en finissant au 4e rang du super-G, puis assure sa victoire au classement général en remportant les deux dernières courses de la saison, le slalom et le slalom géant. Grâce à ces deux succès, elle porte à 30 son nombre total de victoires en Coupe du monde. Surtout, elle établit un nouveau record de points, avec 1 970 unités, soit dix de plus que la Suédoise Pernilla Wiberg lors de la saison 1997. Soulagée que la saison soit terminée, Janica Kostelić considère pour autant qu'il s'agit de son exercice le plus réussi : « C'est ma plus belle saison, car j'ai gagné dans toutes les disciplines et j'attendais cela depuis longtemps. »

#### Fin de carrière
Lassée par les blessures à répétition, Janica Kostelić déclare en octobre 2006 qu'elle a besoin d'une pause et qu'elle fait ainsi l'impasse sur la saison 2006-2007. Ce forfait n'annonce pas pour autant la fin de sa carrière, et la Croate précise qu'elle suivra la Coupe du monde, notamment pour y accompagner son frère Ivica,. Le 19 avril 2007, elle annonce qu'elle prend définitivement sa retraite sportive, de peur de contracter de nouvelles blessures, tout en avançant des raisons personnelles. Elle souhaite alors se consacrer à sa vie de couple, ainsi qu'à l'institut de beauté qu'elle a ouvert à Zagreb, sa ville natale, tout en s'impliquant dans l'organisation de l'épreuve annuelle de Coupe du monde féminine de slalom de la capitale croate,.

### Style, personnalité et caractéristiques
Janica Kostelić est décrite comme une skieuse précoce, possédant pour principales qualités un équilibre hors du commun, une technique quasi instinctive ainsi qu'un esprit de compétition remarquable. Son talent provient non seulement de ses facilités naturelles mais aussi du travail acharné imposé à l'entraînement par son père Ante Kostelić. Son physique fragile, comme le montrent ses nombreuses blessures au genou, ne l'empêche pas de mettre beaucoup d'engagement dans les slaloms, discipline à hauts risques.
Elle est parfois présentée comme une athlète arrogante. Elle reçoit notamment, au début de sa carrière, un coup en plein visage de la part de l'Italienne Bibiana Perez, qui lui reproche de passer sur ses skis en la provoquant pour arriver plus vite au tire-fesses. Elle se montre également désinvolte à l'égard de la valeur de certaines courses, en particulier les championnats du monde : « Je ne comprends pas pourquoi on organise des championnats du monde, alors qu'il existe déjà une Coupe du monde. C'est comme si, dans la saison de Formule 1, on choisissait une course pour accorder un autre titre mondial. On m'a poussé à le faire. Je l'ai fait. »
Skieuse longiligne au début de sa carrière, Janica Kostelić prend 17 kilos lors de sa convalescence à l'été 2000. Ante Kostelić explique que cette prise de poids est due à un « appétit retrouvé grâce aux cookies que lui préparait sa grand-mère. » Ces transformations soudaines attirent toutefois des soupçons de dopage et certains experts affirment qu'elle aurait subi une cure hormonale pour guérir une aménorrhée, ce qui demeure invérifiable en l'absence de contrôles antidopage pendant l'intersaison. Son gabarit plus imposant lui permet de progresser dans les disciplines de vitesse, la descente et le super-G, tout en maintenant sa domination sur le slalom.

### Distinctions
En 2006, Janica Kostelić reçoit le Laureus World Sportswoman of the Year, une récompense pour laquelle elle avait déjà été nommée en 2003, le prix échouant alors à la joueuse de tennis américaine Serena Williams. Elle reçoit également le prix de sportive croate de l'année, décerné par le quotidien Sportske novosti, de 1998 à 2003, puis en 2005 et 2006.

## Palmarès

### Jeux olympiques
| Épreuve / Édition | Nagano 1998 | Salt Lake City 2002 | Turin 2006 |
| Slalom            | Abandon     | Or                  | 4e         |
| Slalom géant      | 24e         | Or                  | Abandon    |
| Super G           | 26e         | Argent              | Argent     |
| Descente          | 25e         | -                   | Abandon    |
| Combiné           | 8e          | Or                  | Or         |

### Championnats du monde
| Épreuve / Édition | Vail 1999 | Saint-Anton 2001 | Saint-Moritz 2003 | Bormio 2005 |
| Slalom            | 23e       | 5e               | Or                | Or          |
| Slalom géant      | Abandon   | Abandon          | 13e               | Abandon     |
| Super G           | 22e       | 13e              | 19e               | -           |
| Descente          | 29e       | -                | -                 | Or          |
| Combiné           | 7e        | -                | Or                | Or          |

### Coupe du monde
- Vainqueur du classement général en 2001, 2003 et 2006.
- Vainqueur du classement de Slalom en 2001, 2003 et 2006.
- Vainqueur du classement de Combiné en 2001, 2003, 2005 et 2006.
- 30 succès en course (20 en Slalom, 6 en Combiné, 2 en Slalom géant, 1 en Super géant, 1 en Descente).
- 55 podiums sur les 194 départs qu'elle a pris durant sa carrière.

#### Différents classements en Coupe du monde
| Saison / Épreuve | Saison / Épreuve | Général | Général | Descente | Descente | Super G | Super G | Slalom géant | Slalom géant | Slalom | Slalom | Combiné | Combiné |
| ---------------- | ---------------- | ------- | ------- | -------- | -------- | ------- | ------- | ------------ | ------------ | ------ | ------ | ------- | ------- |
| Saison / Épreuve | Saison / Épreuve | Class.  | Points  | Class.   | Points   | Class.  | Points  | Class.       | Points       | Class. | Points | Class.  | Points  |
| 1999             | 1999             | 11e     | 667     | 49e      | 3        | 26e     | 65      | 10e          | 243          | 11e    | 206    | 2e      | 150     |
| 2000             | 2000             | 22e     | 420     | 39e      | 36       | 28e     | 56      | 28e          | 78           | 10e    | 250    | -       | -       |
| 2001             | 2001             | 1re     | 1 256   | 50e      | 4        | 18e     | 124     | 9e           | 204          | 1re    | 824    | 1re     | 100     |
| 2002             | 2002             | 14e     | 506     | 41e      | 15       | 19e     | 72      | 25e          | 87           | 11e    | 252    | 4e      | 80      |
| 2003             | 2003             | 1re     | 1 570   | 11e      | 136      | 7e      | 281     | 3e           | 343          | 1re    | 710    | 1re     | 100     |
| 2005             | 2005             | 2e      | 1 356   | 4e       | 387      | 7e      | 257     | 11e          | 212          | 2e     | 400    | 1re     | 100     |
| 2006             | 2006             | 1re     | 1 970   | 4e       | 300      | 5e      | 266     | 3e           | 464          | 1re    | 740    | 1re     | 200     |

#### Détail des victoires
| Saison / Épreuve | Descente           | Super G            | Géant               | Slalom                                                                                | Combiné                        | Total |
| 1999             | –                  | –                  | –                   | –                                                                                     | Sankt Anton                    | 1     |
| 2000             | –                  | –                  | –                   | Serre Chevalier Sestrières                                                            | –                              | 2     |
| 2001             | –                  | –                  | –                   | Park City Aspen Sestrières (x2) Semmering Flachau Ofterschwang Garmisch-Partenkirchen | Flachau                        | 9     |
| 2002             | –                  | –                  | –                   | Altenmark-Zauchensee                                                                  | –                              | 1     |
| 2003             | –                  | –                  | –                   | Park City Lenzerheide Semmering Bormio Åre                                            | Lenzerheide                    | 6     |
| 2005             | –                  | –                  | –                   | Aspen                                                                                 | San Sicario                    | 2     |
| 2006             | Bad Kleinkirchheim | Bad Kleinkirchheim | Špindlerův Mlýn Åre | Ofterschwang Levi Aare                                                                | Saint-Moritz Hafjell/Kvitfjell | 9     |
| Total            | 1                  | 1                  | 2                   | 20                                                                                    | 6                              | 30    |

#### Performances générales
Janica Kostelić a pris 194 départs en Coupe du monde. Elle compte 55 podiums dont 30 victoires, la plupart obtenus en slalom.
| Résultat  | Descente | Super-G | Slalom géant | Combiné | Slalom | Total |
| --------- | -------- | ------- | ------------ | ------- | ------ | ----- |
| 1re place | 1        | 1       | 2            | 6       | 20     | 30    |
| 2e place  | 2        | 1       | 3            | 1       | 9      | 16    |
| 3e place  | 1        | -       | 2            | -       | 6      | 9     |
| Top 10    | 15       | 18      | 27           | 8       | 40     | 109   |
| Top 30    | 26       | 39      | 47           | 8       | 45     | 166   |
| Autres    | 7        | 7       | 7            | -       | 7      | 28    |
| Départs   | 33       | 46      | 54           | 8       | 52     | 194   |

### Championnats du monde juniors
Janica Kostelić n'a participé qu'à une seule édition des Championnats du monde juniors, dans la région du Mont Blanc en 1998. Elle y a pris quatre départs et a remporté une médaille de bronze en super-G.
| Épreuve / Édition                                     | Descente | Super-G            | Slalom géant | Slalom |
| ----------------------------------------------------- | -------- | ------------------ | ------------ | ------ |
| Mondiaux 1998 Chamonix/Megève/Saint-Gervais-les-Bains | 6e       | Médaille de bronze | 7e           | 12e    |